# Escuela Técnica Superior de Ingeniería de Caminos, Canales y Puertos (Universidad de Granada)
La Escuela Técnica Superior de Ingeniería de Caminos, Canales y Puertos es un centro docente universitario perteneciente a la Universidad de Granada, dedicado a la docencia y a la investigación de los estudios de ingeniería civil y de ingeniería de caminos, canales y puertos. 
Fue la quinta escuela técnica superior de ingeniería civil creada en España, después de las de Madrid, Santander, Barcelona y Valencia.

## Docencia
Actualmente en la Escuela Técnica Superior de Ingeniería de Caminos, Canales y Puertos de la Universidad de Granada se imparten los siguientes estudios universitarios oficiales:
- Grado en Ingeniería Civil
- Máster Universitario en Ingeniería de Caminos, Canales y Puertos
- Máster Universitario en Ciencia y Tecnología en Patrimonio Arquitectónico
- Máster Universitario en Estructuras

## Instalaciones y servicios

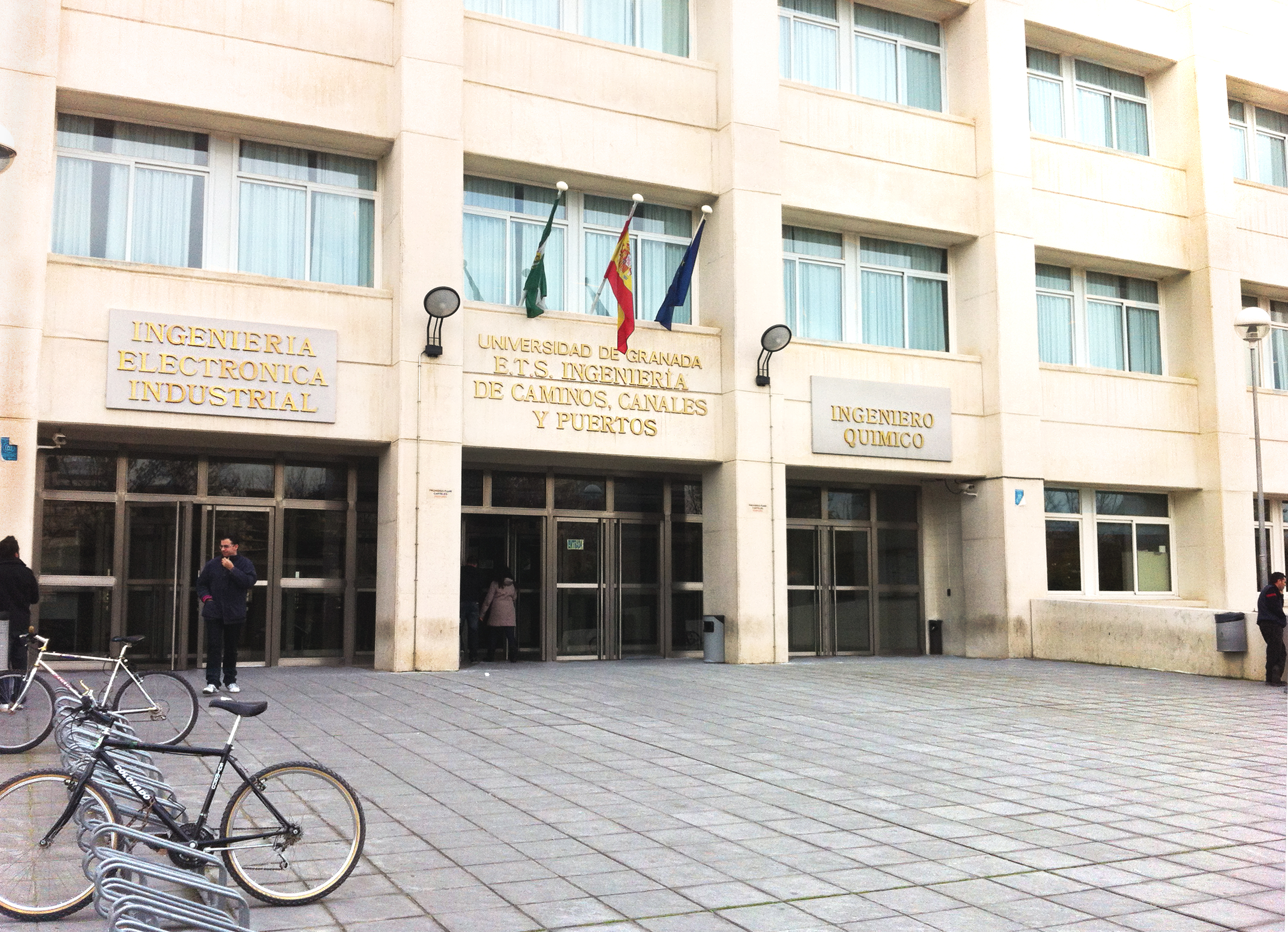
Entrada al Edificio de la Escuela Técnica Superior de Ingeniería de Caminos, Canales y Puertos de Granada

El centro de la Escuela Técnica Superior de Ingeniería de Caminos, Canales y Puertos se ha llamado comúnmente "Edificio Politécnico" ya que cuenta con docencia de otras carreras técnicas: Grado en Ingeniería Química y Grado en Ingeniería Electrónica Industrial, aunque estas pertenecen a la Facultad de Ciencias, situada en el mismo campus a escasos metros de la escuela. 
El edificio de la escuela fue inaugurado para el curso del año 2000. Está compuesto de un gigantesco patio circular central inspirado en el Palacio de Carlos V, en la Alhambra de Granada. Consta de 8 plantas, 3 sótanos dedicados a laboratorios y zonas de investigación, una parte baja dedicada a la secretaría y oficinas, la primera y segunda dónde están las aulas, una tercera para la biblioteca y la sala de estudio y la cuarta planta para los despachos de los profesores. En la tercera planta cuenta con una gran Biblioteca Universitaria de más de 2000 metros cuadrados y con más de 33.000 volúmenes de consulta. Esta biblioteca también incluye material de referencia para la Escuela Técnica Superior de Ingeniería de Edificación, situada a pocos metros.

## Departamentos docentes
La Escuela Técnica Superior de Ingeniería de Caminos, Canales y Puertos es la sede principal de los departamentos de la Universidad de Granada relacionados con la ingeniería civil. Así, tienen su sede en la escuela los siguientes departamentos:
- Departamento de Ingeniería Civil
- Departamento de Mecánica de Estructuras e Ingeniería Hidráulica
- Departamento de Ingeniería de la Construcción y Proyectos de Ingeniería

Existen también otros departamentos que, a pesar de tener su sede en otros centros de la Universidad de Granada, también tienen actividad docente en la Escuela: Departamento de Expresión Gráfica, Departamento de Análisis Matemático, Departamento de Ciencias de la Computación e Inteligencia Artificial, Departamento de Derecho Administrativo, Departamento de Edafología y Química Agrícola, Departamento de Electrónica y Tecnología de Computadores, Departamento de Estadística e Investigación Operativa, Departamento de Filología Inglesa, Departamento de Física y Teoría del Cosmos, Departamento de Gedinámica Interna, Departamento de Matemática Aplicada, Departamento de Organización de Empresas y Departamento de Urbanística y Organización del Territorio.

## Áreas de investigación
Como parte de la labor de investigación, la Escuela Técnica Superior de Ingeniería de Caminos, Canales y Puertos de Granada cuenta con varios grupos de investigación en el área de la ingeniería civil, si bien en algunos casos realizan tareas multidisciplinares o en colaboración con otros centros de la Universidad:
- Grupo de investigación microbiología y técnicas ambientales.
- Grupos de investigaciones medioambientales: riesgos geológicos e ingeniería del terreno.
- Mecánica de sólidos y estructuras
- Puertos y costas
- Laboratorio de evaluación no destructiva
- Tecnología para la gestión y el tratamiento del agua